# TSC Blau-Gold Saarlouis
Der TSC Blau-Gold Saarlouis e. V. ist ein Tanzsportverein in Saarlouis. Der Verein bietet Turniertanzsport im Paar- und Formationstanzen ebenso an wie Breitensport, Kindertanzen und insbesondere Jazz und Modern Dance.

## Historie
Der Verein wurde am 27. November 1970 gegründet und am 29. Januar 1971 im Vereinsregister beim Amtsgericht Saarlouis eingetragen. Er ist Mitglied beim Saarländischen Landesverband für Tanzsport, beim Deutschen Tanzsportverband und beim Landessportverband für das Saarland.
Standard- und Lateintänze war zunächst Schwerpunkt des Vereins, ehe 1986 zunächst die Gründung der Kinderabteilung folgte und schließlich im Oktober die der Abteilung für Jazz und Modern Dance. In letztgenannter Disziplin ist der Verein der erfolgreichste Deutschlands. Bei den Erwachsenen sicherte sich der TSC, der dort unter dem Formationsnamen „autres choses“ antritt, 15 deutsche Meistertitel in der 1. Bundesliga. Diese gewann er zunächst von 1999 bis 2005 siebenmal in Folge sowie nochmals 2009. Eine weitere Titelserie schaffte die Formation von 2011 bis 2018 mit acht Titelgewinnen in Serie. 2019 belegte sie den zweiten Platz. Auch im Jugendbereich gelangen zahlreiche Meistertitel, bis 2017 elf an der Zahl. Darüber hinaus wurden in dieser Disziplin bei Deutschlandpokalen zahlreiche Siege in den Kategorien Solo, Duo und Small Group eingefahren. Den größten Erfolg erzielten „autres choses“ 2011 mit dem Gewinn der Weltmeisterschaften im polnischen Mikołajki in der Kategorie Kleine Gruppe. Seit 2007 nimmt die Formation an den Weltmeisterschaften teil und konnte bereits mehrfache Medaillen gewinnen. Der Verein ist in der 2. Bundesliga mit einer weiteren Formation vertreten, der Equipe „performance“.
1999, 2001 und 2003 wurde die Jazz-und-Modern-Dance-Formation „autres choses“ zur saarländischen Mannschaft des Jahres gewählt.

## Erfolge im Jazz und Modern Dance
- Weltmeister: 2011 (in der Kategorie Small Group)
- Deutscher Meister: 15 Titel (1999–2005, 2009, 2011–2018)

## Auszeichnungen
- Saarländische Mannschaft des Jahres: 1999, 2001, 2003